# Michal Šlachta
Michal Šlachta (* 4. ledna 1972) je bývalý český fotbalista, záložník.

## Fotbalová kariéra
Hrál za FK Baník Havířov, FC Petra Drnovice, SK Dynamo České Budějovice, FC Karviná, FC Baník Ostrava, FC Stavo Artikel Brno a SFC Opava. V české lize nastoupil celkem ve 164 utkáních a dal 11 gólů.

## Ligová bilance
| Ročník                          | Zápasy | Góly | Klub                       |
| ------------------------------- | ------ | ---- | -------------------------- |
| 1. česká fotbalová liga 1994/95 | 22     | 1    | FC Petra Drnovice          |
| 1. česká fotbalová liga 1995/96 | 23     | 1    | FC Petra Drnovice          |
| 1. česká fotbalová liga 1996/97 | 20     | 0    | FC Petra Drnovice          |
| Gambrinus liga 1997/98          | 1      | 0    | FC Petra Drnovice          |
| Gambrinus liga 1997/98          | 10     | 1    | SK Dynamo České Budějovice |
| Gambrinus liga 1998/99          | 26     | 4    | FC Karviná                 |
| Gambrinus liga 1999/00          | 28     | 2    | FC Baník Ostrava           |
| Gambrinus liga 2000/01          | 12     | 1    | FC Baník Ostrava           |
| Gambrinus liga 2000/01          | 6      | 0    | FC Stavo Artikel Brno      |
| Gambrinus liga 2001/02          | 16     | 1    | SFC Opava                  |
| CELKEM                          | 164    | 11   |                            |